# Andrena limatula
Andrena limatula är en biart som beskrevs av Laberge 1967. Andrena limatula ingår i släktet sandbin, och familjen grävbin. Inga underarter finns listade i Catalogue of Life.